# T-хелперы 17
T-хелперы 17 (Th17) — подмножество Т-хелперов, характеризующееся продукцией цитокинов IL-17A и IL-17F, а также экспрессией транскрипционного фактора RORγt (у человека — RORC). Th17 являются важнейшими участниками борьбы с внеклеточными паразитами и играют ключевую роль в течении ряда патологий. 

## Дифференцировка Th17
При взаимодействии с антигенпрезентирующей клеткой (АПК), наивная CD4+ T-клетка (Th0) получает ряд сигналов: сигналы от T-клеточного рецептора (TCR), костимулирующих молекул и рецепторов цитокинов. В совокупности эти сигналы способствуют активации и выживанию клетки, а также определяют путь дифференцировки T-хелпера.
Набор цитокинов, продуцируемых АПК, зависит от сигнала, который АПК получила при взаимодействии с чужеродным антигеном. Для дифференцировки Th0 по пути Th17 необходимы сигналы от IL-6R и TGF-βR (от IL-6 и TGF-β соответственно). Активация IL-6R способствует фосфорилированию транскрипционного фактора STAT3, а активация TGF-βR — к фосфорилированию сигнального белка Smad. Это, в совокупности с сигналом от костимулирующей молекулы ICOS (при взаимодействии с ICOS-L) и сигналом TCR, способствует продукции IL-17A, IL-17F и IL-21, экспрессии RORγt, а также рецептора IL-23 (IL-23R).
Хотя первоначально было показано, что IL-23 индуцирует продукцию IL-17 в активированных Т-клетках, IL-23R не экспрессируется на Th0. Тем не менее, при активации T-хелпер начинает экспрессировать IL-23R, и тогда IL-23 оказывает существенное влияние на ход дифференцировки. Это связано с тем, что сигнал от IL-6R и TGF-βR, помимо экспрессии RORγt, также способствует экспрессии FoxP3, транскрипционного фактора Treg. IL-23, в свою очередь, не только способствует экспрессии RORγt, но и подавляет экспрессию FoxP3 (транскрипционного фактора, специфичного для Treg).

## Функции Th17
Основной функцией Th17 является защита от внеклеточных патогенов. Помимо этого, Th17 играют важную роль в течении ряда патологических процессов (развитии опухолей, аутоиммунных заболеваний, аллергических реакций).

### Роль в защите слизистых
Одной из важнейших задач активированных Th17 является рекрутирование и активация нейтрофилов, которые активно борются с внеклеточными патогенами за счёт фагоцитоза, высвобождения содержимого гранул (антимикробных пептидов, активных форм кислорода и др.), образования внеклеточных ловушек вследствие нетоза. Рекрутирование нейтрофилов возможно благодаря тому, что Th17 непосредственно продуцируют хемокин CXCL8 (известный также как IL-8). Нейтрофилы при этом экспрессируют рецепторы к CXCL8 (CXCR1 и CXCR2), благодаря чему могут двигаться по градиенту концентрации этого хемокина. Th17 также продуцируют GM-CSF и TNF, что непосредственно активирует и привлекает нейтрофилы. Сами нейтрофилы при этом также способны рекрутировать Th17 за счёт продукции CCL2 и CCL20 (ввиду наличия соответствующих рецепторов CCR2 и CCR6 на Th17). Эпителиальные клетки, в случае активации, тоже могут продуцировать CCL20 для привлечения Th17.
Однако, по всей видимости, более распространенным способом привлечения нейтрофилов Th17-лимфоцитами осуществляется посредством передачи сигнала через неиммунные клетки (стромальные клетки и эпителий). Как известно, Th17 характеризуются продукцией IL-17, а точнее родственных цитокинов IL-17A и IL-17F, имеющие схожие функции. IL-17, продуцируемый Th17, способствует выработке CXCL8 эпителиальными клетками (в том числе эндотелием), фибробластами. В совокупности с GM-CSF, IL-17 также может индуцировать продукцию CXCL8 макрофагами. При этом нейтрофилы не экспрессируют IL-17RA и IL-17RC, субъединицы рецептора к IL-17, а значит IL-17 не оказывает на них эффект непосредственно.
Помимо опосредованного эффекта на нейтрофилы, IL-17 может непосредственно запускать антимикробный ответ, способствуя экспрессии муцинов, дефензинов, антимикробных пептидов семейства S100 (S100A7, S100A8 и S100A9) эпителиальными клетками. При этом было показано, что эффект IL-17 на экспрессию антимикробных молекул усиливается при совместном действии с IL-22, ещё одним цитокином, который активно продуцируется Th17. При защите слизистых, помимо Th17, важным источником IL-17 являются ILC3, γδТ-клетки и NK-клетки.
IL-17, производимый Th17, играет важную роль в противогрибковом иммунитете. Мутации, нарушающие функции цитокинов семейства IL-17, субъединиц IL-17R, а также RORγt зачастую приводят к развитию хронических грибковых инфекций, в том числе к хроническому кожно-слизистым кандидозу. Это заболевание проявляется поражением кожи, ногтей и слизистых оболочек грибком Candida albicans.

### Роль в аутоиммунных заболеваниях
Клетки Th17 связаны с течением ряда аутоиммунных заболеваний, таких как рассеянный склероз, ревматоидный артрит и псориаз. 
Псориаз представляет собой аутоиммунное воспалительное заболевание кожи, характеризующееся образованием на коже красных пятен (папул), образующих бляшки. Эти бляшки содержат инфильтрирующие Т-клетки (в основном Th-клетки) и дендритные клетки в дерме, а также цитотоксические Т-клетки и нейтрофилы в эпидермисе. Возникающее в результате воспаление приводит к быстрой пролиферации и аномальной дифференцировке кератиноцитов, ангиогенезу, а главное — к продукции цитокинов, в том числе, CCL20, привлекающего Th17. Цитокины, высвобождаемые клетками Th17 (в том числе IL-17A) могут способствовать пролиферации эпидермальных клеток и экспрессии IL-23 кератиноцитами, что поддерживает Th17 и хроническое воспаление в целом. Большое количество Th17 в пораженных участках в совокупности с тем фактом, что блокировка IL-17 посредством терапевтических антител способствует улучшению клинической картины, доказывают важную роль Th17 в течении псориаза. Анти-TNF терапия, используемая лечении псориаза, также во многом направлена на подавление Th17. 
Другим заболеванием, тесно связанным с Th17, является ревматоидный артрит, хроническое аутоиммунное заболевание, которое приводит к разрушению суставов. Т-клетки, инфильтрирующие синовиальную жидкость пациентов, страдающих ревматоидным артритом, продуцируют большое количество IL-17, при этом уровни IL-17 прямо коррелируют с повреждением суставов. Терапевтические антитела против IL-17 также облегчают течение заболевания. 
Активная форма витамина D (1,25-дигидроксивитамин D3) снижает выработку цитокинов IL-17 и IL-17F клетками Th17. Таким образом, активная форма витамина D является прямым ингибитором дифференцировки Th17. Пероральный прием витамина D3 был предложен как многообещающий подход к лечению Th17-опосредованных заболеваний.